# Paea Wolfgramm
Paea Wolfgramm (ur. 1 grudnia 1969 w Vavaʻu) – tongijski bokser, zdobywca srebrnego medalu olimpijskiego na Letnich Igrzyskach Olimpijskich w 1996 w wadze superciężkiej, w latach 1996–2001 bokser zawodowy wagi ciężkiej.

## Kariera amatorska
Jego największym sukcesem w karierze amatorskiej było zdobycie srebrnego medalu na Letnich Igrzyskach Olimpijskich w 1996. Był to pierwszy i jak dotąd (2012) jedyny medal zdobyty przez Tonga na igrzyskach olimpijskich. W drodze do finału pokonał: Siarhieja Lachowicza z Białorusi (10-9), Alexisa Rubalcabę z Kuby (17-12), Duncana Dokiwari z Nigerii (7-6). W finale przegrał z Wołodymyrem Kłyczko z Ukrainy (3-7). Ponadto w 1994 został brązowym medalistą igrzysk Wspólnoty Narodów w wadze superciężkiej.

## Kariera zawodowa
Ważący około 160 kg bokser wkrótce po igrzyskach przeszedł na zawodowstwo. Będąc niepokonanym w 14 kolejnych walkach, w 1998 przegrał na punkty z Marionem Wilsonem. Następnie zwyciężył utytułowanego kubańskiego boksera Jorge Luisa Gonzaleza. Walka ta dała mu szansę rewanżu z Wołodymyrem Kłyczko. Ponowne spotkanie zakończyło się przegraną Wolfgramma (nokaut w pierwszej rundzie). Następna walka, w której spotkał się z Elieserem Castillo z Kuby, również zakończyła się jego porażką. W kwietniu 2001 roku pokonał byłego mistrza IBO, Samoańczyka Jimmy’ego Thundera, cztery miesiące później przegrał przez techniczny nokaut w 9. rundzie z Amerykaninem Coreyem Sandersem. Po tej walce ogłosił zakończenie kariery.
W 1998 r. został uwieczniony na tongijskiej srebrnej monecie kolekcjonerskiej o nominale 50 seniti.
W 2003 roku przegrał z Niu Peau z Nowej Zelandii w walce pokazowej.

## Życie prywatne
Bokser mieszka w Auckland w Nowej Zelandii. Ma sześcioro dzieci: czterech synów i dwie córki.